# Sahwa
 (juillet 2010).
Si vous disposez d'ouvrages ou d'articles de référence ou si vous connaissez des sites web de qualité traitant du thème abordé ici, merci de compléter l'article en donnant les références utiles à sa vérifiabilité et en les liant à la section « Notes et références ».
Ne doit pas être confondu avec Mouvement Sahwa.

Drapeau d'une des milices.

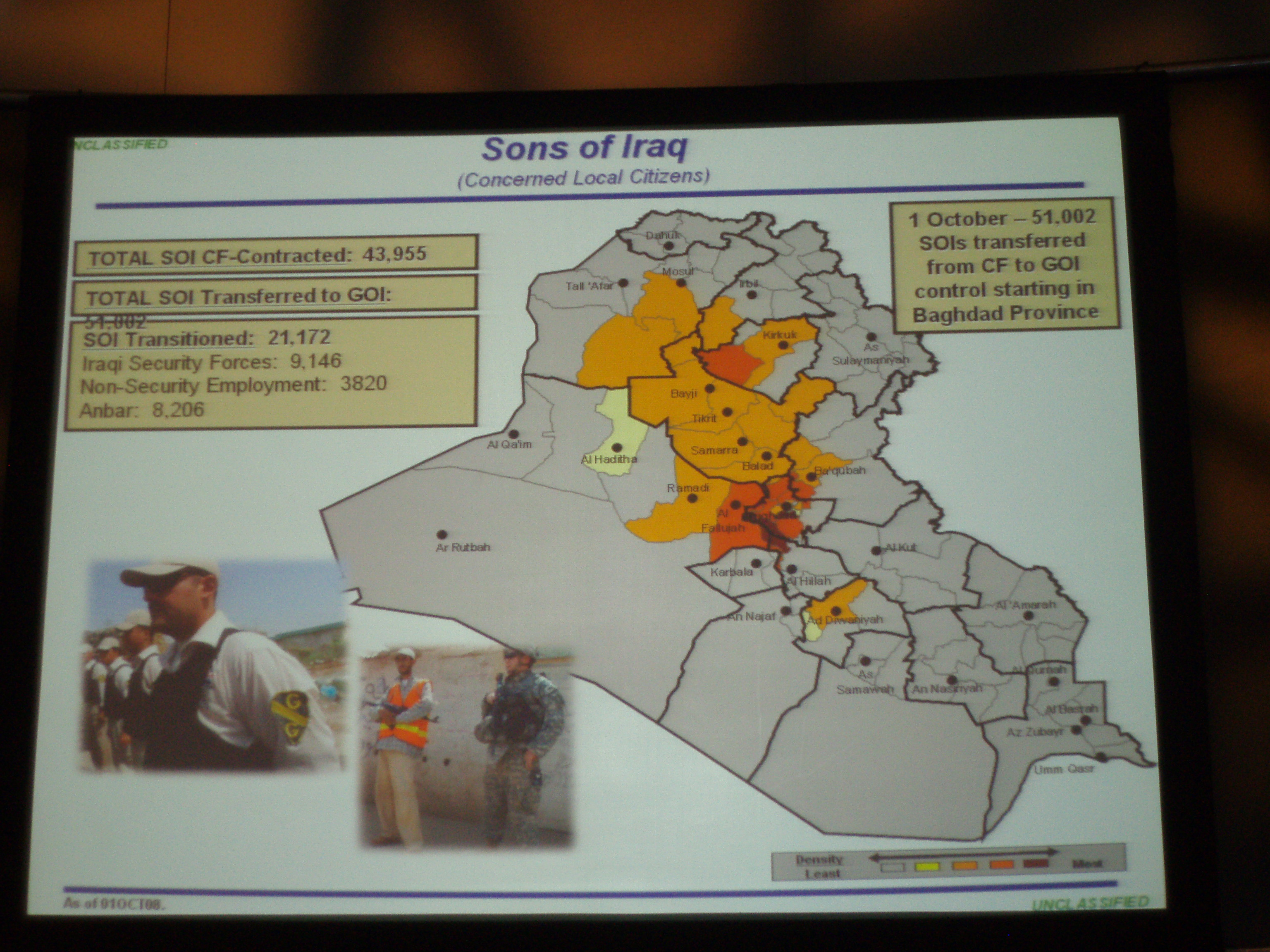
Infographie au 1er octobre 2008.

Le Sahwa (arabe : الصحوة, « le réveil » en arabe), aussi appelés à leur création Fils de l'Irak, est une force supplétive de l'armée irakienne, composée d'environ 92 000 miliciens à son maximum, pour leur grande majorité d'anciens insurgés sunnites en activité de 2006 à 2013.
Le Sahwa a été créé par le cheikh Ahmed Abou Richa et financé par l'armée américaine fin 2006 et a fortement contribué à la baisse des violences amorcée au second semestre 2007. La province d'Al-Anbar, un ancien fief de l'insurrection sunnite, a été la première à créer, fin 2006, un groupe de miliciens Sahwa.
Considérés comme des « traîtres » par leurs anciens compagnons d'armes insurgés ou membres d'Al-Qaïda en Irak, les membres des Sahwa font l'objet de nombreux attentats et d'assassinats.
Le 2 avril 2009, l'armée américaine a remis le contrôle de cette force aux autorités irakiennes.
Le 6 juin 2012, 70 000 membres ont rejoint les forces de sécurité irakiennes ou ont obtenu un travail civil tandis que 30 000 continuaient à effectuer des missions de sécurisation.

## Actualités

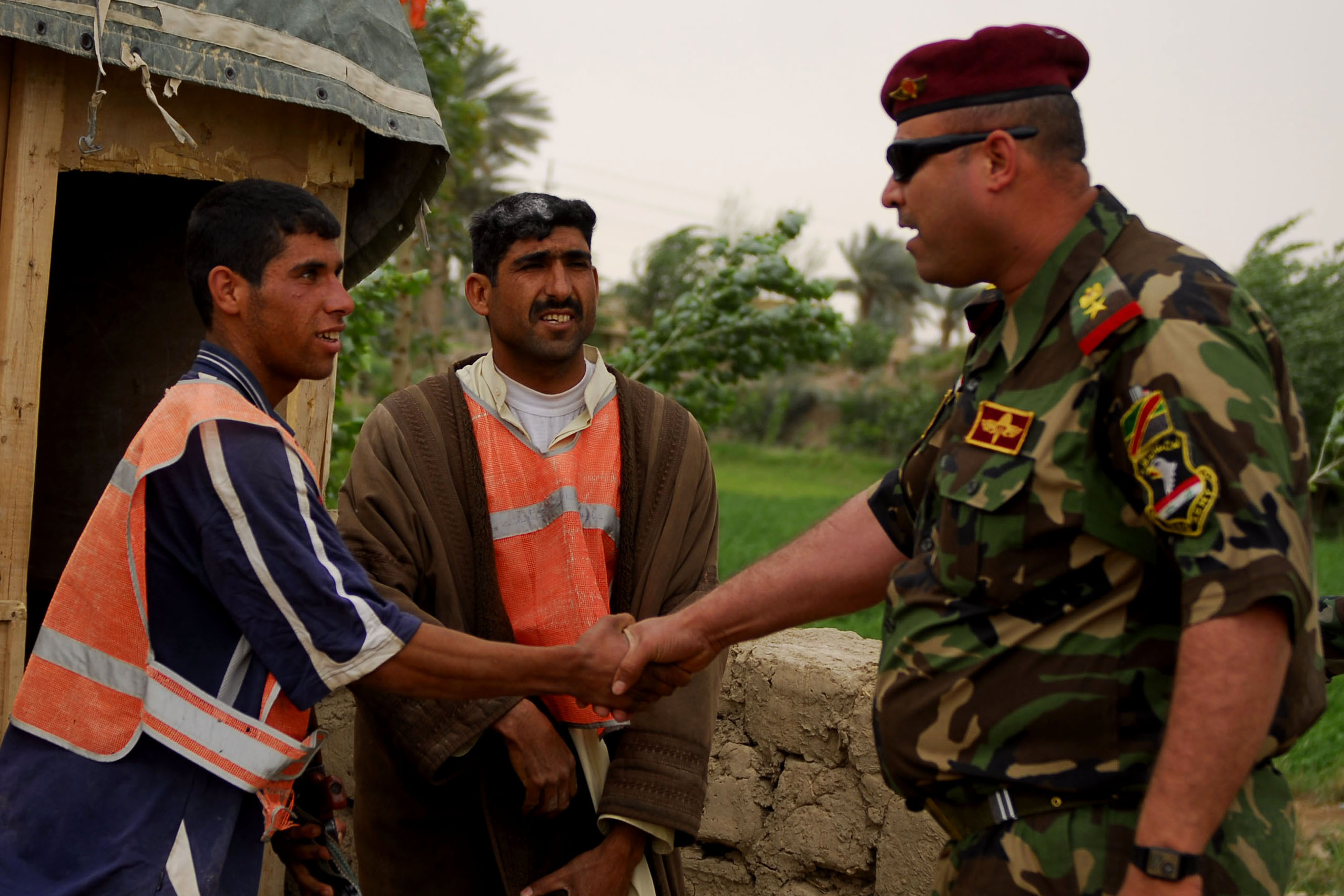
Deux fils de l'Irak avec un militaire irakien en avril 2009.

- 18 septembre 2007 : assassinat de Cheikh Abdul Sattar Abou Richa, chef des Sahwa de la province d'Anbar, à Ramadi[2].
- 22 mars 2008 : une frappe aérienne américaine tue malencontreusement 6 Sahwa qui tenaient un poste de contrôle près de Samarra. Les Sahwa, exaspérés par la répétition des "tirs amis" et par le non-paiement de leur solde, menacent de se mettre en grève[3].
- Samedi 11 avril 2009 : Un attentat-suicide au camion piégé, contre le quartier général d'une milice sunnite sahwa alliée des Américains au sud de Bagdad, cause la mort de 9 personnes et en blesse 33 autres.
- Jeudi 16 avril 2009 : Un attentat-suicide contre la base militaire irakienne de Habbaniya (60 km ouest de Bagdad) blesse 38 militaires sahwa dont des officiers.
- Vendredi 24 avril 2009 : Un attentat à la bombe près de Bakouba cause la mort d'un chef Shawa et de deux autres personnes.
- dimanche 18 juillet 2010 : double attentat-suicide contre les Sahwa, le premier contre une  base militaire de Radwaniya (eu), une localité à majorité sunnite à 25 kilomètres à l'ouest de Bagdad, tue 43 personnes et en blesse 40. Le deuxième a lieu à Al-Qaïm, à 340 km à l'ouest de Bagdad, près de la frontière syrienne. Deux miliciens sahwa et un policier ont péri, et six personnes ont été blessées, dont deux policiers[4].